# No Good (Ally Brooke)
No Good è un singolo della cantante statunitense Ally Brooke, pubblicato il 25 novembre 2019.

## Descrizione
Il brano è basato su un sample della canzone You're No Good for Me del 1987 di Kelly Charles.

## Video musicale
Il videoclip ufficiale di No Good è stato pubblicato il 31 gennaio 2020.

## Tracce
Testi di Alex Soifer, Daniel Majic, Dolores Drewry, James Abrahart, James Bratton, Jamie Sanderson, Kelly Charles e Madison Emiko Love.
Download digitale
1. No Good – 3:11

## Formazione
- Ally Brooke – voce
- Daniel Majic – testo, produzione
- Alex Soifer – testo, produzione aggiuntiva, basso
- Dolores Drewry – testo
- James Abrahart – testo
- James Bratton – testo
- Jamie Sanderson – testo
- Kelly Charles – testo
- Madison Emiko Love – testo, coro
- Sermstyle – produzione
- Elijah Marrett-Hitch – assistenza all'ingegneria di missaggio
- Chris Gehringer – mastering
- Josh Gudwin – missaggio
- Danny Garcia – registrazione
- Itai Schwartz – registrazione
- Drew Jurecka – testo, corda

## Classifiche

### Classifiche settimanali
| Classifica (2020) | Posizione massima |
| ----------------- | ----------------- |
| Russia            | 40                |

### Classifiche di fine anno
| Classifica (2020) | Posizione |
| ----------------- | --------- |
| Russia            | 124       |